# Campeonato Mundial de Waterpolo Femenino de 2025
El XVIII Campeonato Mundial de Waterpolo Femenino se celebró en Singapur entre el 11 y el 23 de julio de 2025 dentro del XXII Campeonato Mundial de Natación. El evento fue organizado por la Federación Internacional de Natación (FINA) y la Federación Singapurense de Natación.
Los partidos se disputaron en el OCBC Aquatic Centre de la capital singapurense.
Originalmente, el campeonato iba a ser realizado en Kazán (Rusia), pero debido a la invasión rusa de Ucrania, la FINA canceló esta sede.
Un total de dieciséis selecciones nacionales afiliadas a World Aquatics compitieron por el título mundial, cuyo anterior portador era el equipo de Estados Unidos, vencedor del Mundial de 2024.
La selección de Grecia se adjudicó la medalla de oro al derrotar en la final al equipo de Hungría con un marcador de 12-9. En el partido por el tercer puesto el conjunto de España venció al de los Estados Unidos.

## Clasificación
| Competición             | Fecha                                         | Sede                        | Plazas | Equipos clasificados          |
| ----------------------- | --------------------------------------------- | --------------------------- | ------ | ----------------------------- |
| País anfitrión          | –                                             | –                           | 1      | Singapur                      |
| Juegos Olímpicos        | 27 de julio – 10 de agosto de 2024            | París ( Francia)            | 3      | España Australia Países Bajos |
| Campeonato Europeo      | 5 – 13 de enero de 2024                       | Eindhoven · ( Países Bajos) | 3      | Croacia Francia Reino Unido   |
| Copa Mundial            | 14 de diciembre de 2024 – 20 de abril de 2025 | Chengdu ( China)            | 3      | Grecia Hungría Italia         |
| Campeonato Panamericano | 20 – 25 de noviembre de 2024                  | Ibagué · ( Colombia)        | 2      | Argentina Estados Unidos      |
| Campeonato Asiático     | 25 de febrero – 2 de marzo de 2025            | Zhaoqing ( China)           | 2      | China Japón                   |
| Oceanía                 | 17 – 22 de abril de 2025                      | Perth ( Australia)          | 1      | Nueva Zelanda                 |
| África                  | –                                             | –                           | 1      | Sudáfrica                     |
| TOTAL                   |                                               |                             | 16     | 16                            |

## Grupos
| Grupo A       | Grupo B        | Grupo C | Grupo D     |
| ------------- | -------------- | ------- | ----------- |
| Australia     | China          | Croacia | Reino Unido |
| Italia        | Argentina      | Grecia  | Sudáfrica   |
| Singapur      | Estados Unidos | Japón   | Francia     |
| Nueva Zelanda | Países Bajos   | Hungría | España      |

## Calendario
| FP | Fase preliminar | 1/8 | Clasificación a cuartos de final | 1/4 | Cuartos de final | 1/2 | Semifinales | F | Finales |

| Julio de 2025          | 11 Vie | 12 Sáb | 13 Dom | 14 Lun | 15 Mar | 16 Mié | 17 Jue  | 18 Vie | 19 Sáb  | 20 Dom | 21 Lun  | 22 Mar | 23 Mié |
| ---------------------- | ------ | ------ | ------ | ------ | ------ | ------ | ------- | ------ | ------- | ------ | ------- | ------ | ------ |
| Fase (no. de partidos) | FP (8) |        | FP (8) |        | FP (8) |        | 1/8 (4) |        | 1/4 (4) |        | 1/2 (2) |        | F (2)  |

## Fase preliminar
- Todos los partidos en la hora local de Singapur (UTC+8).

### Grupo A
| Equipo        | J | G | GP | PP | P | GF | GC | DG  | PTS |
| ------------- | - | - | -- | -- | - | -- | -- | --- | --- |
| Australia     | 3 | 3 | 0  | 0  | 0 | 68 | 23 | +45 | 9   |
| Italia        | 3 | 2 | 0  | 0  | 1 | 61 | 33 | +28 | 6   |
| Nueva Zelanda | 3 | 1 | 0  | 0  | 2 | 37 | 36 | +1  | 3   |
| Singapur      | 3 | 0 | 0  | 0  | 3 | 14 | 88 | -74 | 0   |

- Resultados

| Fecha | Hora  | Partido       | Partido | Partido       | Resultado |
| ----- | ----- | ------------- | ------- | ------------- | --------- |
| 11.07 | 17:35 | Italia        | -       | Nueva Zelanda | 14-9      |
| 11.07 | 19:10 | Singapur      | -       | Australia     | 2-34      |
| 13.07 | 17:35 | Australia     | -       | Italia        | 19-15     |
| 13.07 | 19:10 | Nueva Zelanda | -       | Singapur      | 22-7      |
| 15.07 | 17:35 | Australia     | -       | Nueva Zelanda | 15-6      |
| 15.07 | 19:10 | Italia        | -       | Singapur      | 32-5      |

### Grupo B
| Equipo         | J | G | GP | PP | P | GF | GC | DG  | PTS |
| -------------- | - | - | -- | -- | - | -- | -- | --- | --- |
| Estados Unidos | 3 | 3 | 0  | 0  | 0 | 52 | 19 | +33 | 9   |
| Países Bajos   | 3 | 2 | 0  | 0  | 1 | 47 | 24 | +23 | 6   |
| China          | 3 | 1 | 0  | 0  | 2 | 43 | 37 | +6  | 3   |
| Argentina      | 3 | 0 | 0  | 0  | 3 | 18 | 80 | -62 | 0   |

- Resultados

| Fecha | Hora  | Partido        | Partido | Partido        | Resultado |
| ----- | ----- | -------------- | ------- | -------------- | --------- |
| 11.07 | 10:35 | Argentina      | -       | Países Bajos   | 6-25      |
| 11.07 | 12:10 | Estados Unidos | -       | China          | 15-7      |
| 13.07 | 09:00 | China          | -       | Argentina      | 29-9      |
| 13.07 | 20:45 | Países Bajos   | -       | Estados Unidos | 9-11      |
| 15.07 | 09:00 | Argentina      | -       | Estados Unidos | 3-26      |
| 15.07 | 16:00 | China          | -       | Países Bajos   | 7-13      |

### Grupo C
| Equipo  | J | G | GP | PP | P | GF | GC | DG  | PTS |
| ------- | - | - | -- | -- | - | -- | -- | --- | --- |
| Hungría | 3 | 3 | 0  | 0  | 0 | 65 | 28 | +37 | 9   |
| Grecia  | 3 | 2 | 0  | 0  | 1 | 65 | 32 | +33 | 6   |
| Japón   | 3 | 1 | 0  | 0  | 2 | 53 | 70 | -17 | 3   |
| Croacia | 3 | 0 | 0  | 0  | 3 | 25 | 78 | -53 | 0   |

- Resultados

| Fecha | Hora  | Partido | Partido | Partido | Resultado |
| ----- | ----- | ------- | ------- | ------- | --------- |
| 11.07 | 16:00 | Japón   | -       | Croacia | 25-12     |
| 11.07 | 20:45 | Grecia  | -       | Hungría | 9-10      |
| 13.07 | 10:35 | Hungría | -       | Japón   | 33-13     |
| 13.07 | 13:45 | Croacia | -       | Grecia  | 7-31      |
| 15.07 | 10:35 | Grecia  | -       | Japón   | 25-15     |
| 15.07 | 20:45 | Croacia | -       | Hungría | 6-22      |

### Grupo D
| Equipo      | J | G | GP | PP | P | GF | GC | DG  | PTS |
| ----------- | - | - | -- | -- | - | -- | -- | --- | --- |
| España      | 3 | 3 | 0  | 0  | 0 | 62 | 17 | +45 | 9   |
| Reino Unido | 3 | 2 | 0  | 0  | 1 | 31 | 28 | +3  | 6   |
| Francia     | 3 | 1 | 0  | 0  | 2 | 28 | 41 | -13 | 3   |
| Sudáfrica   | 3 | 0 | 0  | 0  | 3 | 13 | 48 | -35 | 0   |

- Resultados

| Fecha | Hora  | Partido     | Partido | Partido     | Resultado |
| ----- | ----- | ----------- | ------- | ----------- | --------- |
| 11.07 | 09:00 | Sudáfrica   | -       | España      | 4-23      |
| 11.07 | 13:45 | Francia     | -       | Reino Unido | 9-12      |
| 13.07 | 12:10 | Reino Unido | -       | Sudáfrica   | 12-3      |
| 13.07 | 16:00 | España      | -       | Francia     | 23-6      |
| 15.07 | 12:10 | Sudáfrica   | -       | Francia     | 6-13      |
| 15.07 | 13:45 | Reino Unido | -       | España      | 7-16      |

## Fase final
- Todos los partidos en la hora local de Singapur (UTC+8).

|  | Clasif. a cuartos | Clasif. a cuartos |               |                | Cuartos de final | Cuartos de final |                |              | Semifinales  | Semifinales |  |  | Final       | Final       |
|  | 17 de julio       | 17 de julio       |               |                | 19 de julio      | 19 de julio      |                |              | 21 de julio  | 21 de julio |  |  | 23 de julio | 23 de julio |
|  |                   |                   |               |                |                  |                  |                |              |              |             |  |  |             |             |
|  |                   |                   |               |                |                  |                  |                |              |              |             |  |  |             |             |
|  |                   |                   |               |                |                  |                  |                |              |              |             |  |  |             |             |
|  | Australia         | 7                 |               |                |                  |                  |                |              |              |             |  |  |             |             |
|  | Australia         | 7                 | Grecia        | 23             |                  |                  |                |              |              |             |  |  |             |             |
|  |                   | Grecia            | Grecia        | 23             | 8                |                  |                |              |              |             |  |  |             |             |
|  | Francia           | Grecia            | 9             |                | 8                | Grecia           | 14             |              |              |             |  |  |             |             |
|  | Francia           |                   | 9             |                |                  | Grecia           | 14             |              |              |             |  |  |             |             |
|  |                   |                   |               | Estados Unidos | 10               |                  |                |              |              |             |  |  |             |             |
|  | Estados Unidos    | 26                |               | Estados Unidos | 10               |                  |                |              |              |             |  |  |             |             |
|  | Estados Unidos    | 26                | Japón         | 23             |                  |                  |                |              |              |             |  |  |             |             |
|  |                   | Japón             | Japón         | 23             | 8                |                  |                |              |              |             |  |  |             |             |
|  | Reino Unido       | Japón             | 10            |                | 8                | Grecia           | 12             |              |              |             |  |  |             |             |
|  | Reino Unido       |                   | 10            |                |                  | Grecia           | 12             |              |              |             |  |  |             |             |
|  |                   |                   |               | Hungría        | 9                |                  |                |              |              |             |  |  |             |             |
|  | Hungría           | 12                |               | Hungría        | 9                |                  |                |              |              |             |  |  |             |             |
|  | Hungría           | 12                | Italia        | 13             |                  |                  |                |              |              |             |  |  |             |             |
|  |                   | Italia            | Italia        | 13             | 9                |                  |                |              |              |             |  |  |             |             |
|  | China             | Italia            | 11            |                | 9                | Hungría          | 15             | Tercer lugar | Tercer lugar |             |  |  |             |             |
|  | China             |                   | 11            |                |                  | Hungría          | 15             | Tercer lugar | Tercer lugar |             |  |  |             |             |
|  |                   |                   |               | España         | 9                |                  |                |              |              |             |  |  |             |             |
|  | España PEN        | 15                |               | España         | 9                |                  |                |              |              |             |  |  |             |             |
|  | España PEN        | 15                | Nueva Zelanda | 9              |                  |                  | Estados Unidos | 12           |              |             |  |  |             |             |
|  |                   | Países Bajos      | Nueva Zelanda | 9              | 13               |                  | Estados Unidos | 12           |              |             |  |  |             |             |
|  | Países Bajos      | Países Bajos      | 14            |                | 13               | España           | 13             |              |              |             |  |  |             |             |
|  | Países Bajos      |                   | 14            |                |                  | España           | 13             |              |              |             |  |  |             |             |

### Clasificación a cuartos
| Fecha | Hora  | Partido       | Partido | Partido      | Resultado |
| ----- | ----- | ------------- | ------- | ------------ | --------- |
| 17.07 | 16:00 | Italia        | -       | China        | 13-11     |
| 17.07 | 17:35 | Nueva Zelanda | -       | Países Bajos | 9-14      |
| 17.07 | 19:10 | Grecia        | -       | Francia      | 23-9      |
| 17.07 | 20:45 | Japón         | -       | Reino Unido  | 23-10     |

### Cuartos de final
| Fecha | Hora  | Partido        | Partido | Partido      | Resultado |
| ----- | ----- | -------------- | ------- | ------------ | --------- |
| 19.07 | 16:00 | Australia      | -       | Grecia       | 7-8       |
| 19.07 | 17:35 | Estados Unidos | -       | Japón        | 26-8      |
| 19.07 | 19:10 | Hungría        | -       | Italia       | 12-9      |
| 19.07 | 20:45 | España         | -       | Países Bajos | 15-13 PEN |

### Semifinales
| Fecha | Hora  | Partido | Partido | Partido        | Resultado |
| ----- | ----- | ------- | ------- | -------------- | --------- |
| 21.07 | 17:35 | Grecia  | -       | Estados Unidos | 14-10     |
| 21.07 | 21:35 | Hungría | -       | España         | 15-9      |

### Tercer lugar
| Fecha | Hora  | Partido        | Partido | Partido | Resultado |
| ----- | ----- | -------------- | ------- | ------- | --------- |
| 23.07 | 20:00 | Estados Unidos | -       | España  | 12-13     |

### Final
| Fecha | Hora  | Partido | Partido | Partido | Resultado |
| ----- | ----- | ------- | ------- | ------- | --------- |
| 23.07 | 21:35 | Grecia  | -       | Hungría | 12-9      |

### Partidos de clasificación
13.º a 16.º lugar
| Fecha | Hora  | Partido  | Partido | Partido   | Resultado |
| ----- | ----- | -------- | ------- | --------- | --------- |
| 17.07 | 09:00 | Singapur | -       | Argentina | 9-18      |
| 17.07 | 10:35 | Croacia  | -       | Sudáfrica | 16-6      |

Decimoquinto lugar
| Fecha | Hora  | Partido  | Partido | Partido   | Resultado |
| ----- | ----- | -------- | ------- | --------- | --------- |
| 21.07 | 09:00 | Singapur | -       | Sudáfrica | 4-8       |

Decimotercer lugar
| Fecha | Hora  | Partido   | Partido | Partido | Resultado |
| ----- | ----- | --------- | ------- | ------- | --------- |
| 21.07 | 10:35 | Argentina | -       | Croacia | 14-16 PEN |

9.º a 12.º lugar
| Fecha | Hora  | Partido       | Partido | Partido     | Resultado |
| ----- | ----- | ------------- | ------- | ----------- | --------- |
| 19.07 | 12:10 | China         | -       | Francia     | 18-6      |
| 19.07 | 13:45 | Nueva Zelanda | -       | Reino Unido | 20-12     |

Undécimo lugar
| Fecha | Hora  | Partido | Partido | Partido     | Resultado |
| ----- | ----- | ------- | ------- | ----------- | --------- |
| 21.07 | 09:00 | Francia | -       | Reino Unido | 9-14      |

Noveno lugar
| Fecha | Hora  | Partido | Partido | Partido       | Resultado |
| ----- | ----- | ------- | ------- | ------------- | --------- |
| 21.07 | 10:35 | China   | -       | Nueva Zelanda | 10-6      |

5.º a 8.º lugar
| Fecha | Hora  | Partido   | Partido | Partido      | Resultado |
| ----- | ----- | --------- | ------- | ------------ | --------- |
| 21.07 | 16:00 | Australia | -       | Japón        | 21-17     |
| 21.07 | 20:00 | Italia    | -       | Países Bajos | 13-16     |

Séptimo lugar
| Fecha | Hora  | Partido | Partido | Partido | Resultado |
| ----- | ----- | ------- | ------- | ------- | --------- |
| 23.07 | 16:00 | Japón   | -       | Italia  | 15-20     |

Quinto lugar
| Fecha | Hora  | Partido   | Partido | Partido      | Resultado |
| ----- | ----- | --------- | ------- | ------------ | --------- |
| 23.07 | 17:35 | Australia | -       | Países Bajos | 11-13     |

## Medallero
| Grecia | Hungría | España |
| Dionysía Kureta María Myriokefalitaki Irini Ninu María Patra Elefthería Plevritu Vasilikí Plevritu Stefanía Santa Jristina Siuti Ioanna Stamatopulu Sofía Tornaru Fotiní Trijá Alexía Tzurka Éleni Xenaki Athiná Dímitra Yannopulu | Dalma Dömsödi Kamilla Faragó Krisztina Garda Kata Hajdú Rita Keszthelyi Dóra Leimeter Boglárka Neszmély Natasa Rybanska Dorottya Szilágyi Nóra Sümegi Panna Tiba Luca Torma Vanda Vályi Eszter Varró | Paula Camús Amorós Paula Crespí Anna Espar Irene González López Paula Leitón Daniela Moreno Pérez Beatriz Ortiz Muñoz Carlota Peñalver Granero Nona Pérez Vivas Paula Prats Rodríguez Ariadna Ruiz Barril Elena Ruiz Barril Mariona Terré Martí Martina Terré Martí |
| Jaris Pavlidis (seleccionador) | Sándor Cseh (seleccionador) | Jordi Valls (seleccionador) |

## Estadísticas

### Clasificación general
| 1. Grecia         |
| 2. Hungría        |
| 3. España         |
| 4. Estados Unidos |
| 5. Países Bajos   |
| 6. Australia      |
| 7. Italia         |
| 8. Japón          |
| 9. China          |
| 10. Nueva Zelanda |
| 11. Reino Unido   |
| 12. Francia       |
| 13. Croacia       |
| 14. Argentina     |
| 15. Sudáfrica     |
| 16. Singapur      |

### Máximas goleadoras
| Núm. | Nombre           | Selección     | Goles | Tiros | %    | Partidos jugados |
| ---- | ---------------- | ------------- | ----- | ----- | ---- | ---------------- |
| 1    | Fotiní Trijá     | Grecia        | 25    | 38    | 66 % | 7                |
| 2    | Yumi Arima       | Japón         | 23    | 52    | 44 % | 7                |
| 3    | Chiara Ranalli   | Italia        | 21    | 29    | 72 % | 6                |
| 4    | Agnese Cocchiere | Italia        | 20    | 38    | 53 % | 7                |
| 5    | Morgan McDowall  | Nueva Zelanda | 19    | 31    | 61 % | 6                |
| 5    | Rita Keszthelyi  | Hungría       | 19    | 32    | 59 % | 6                |
| 7    | Alice Williams   | Australia     | 18    | 34    | 53 % | 6                |
| 7    | Lieke Rogge      | Países Bajos  | 18    | 36    | 50 % | 6                |
| 7    | Lily Turner      | Reino Unido   | 18    | 40    | 45 % | 6                |
| 7    | Roberta Bianconi | Italia        | 18    | 47    | 38 % | 7                |

Fuente: 